# Баталка
Баталка — река в России, протекает по Оренбургской области. Устье реки находится в 2,5 км от устья реки Тавалги по правому берегу. Длина реки составляет 12 км, площадь водосборного бассейна — 52,7 км².

## Данные водного реестра
По данным государственного водного реестра России относится к Нижневолжскому бассейновому округу, водохозяйственный участок реки — Самара от Сорочинского гидроузла до водомерного поста у села Елшанка. Речной бассейн реки — Волга от верховий Куйбышевского водохранилища до впадения в Каспий.
Код объекта в государственном водном реестре — 11010001012112100006952.